# Miguelito Valdés
Miguel Ángel Eugenio Lázaro Zacarías Izquierdo Valdés Hernández (La Habana, 6 de septiembre de 1912 - Bogotá, Colombia, 9 de noviembre de 1978), también conocido como Míster Babalú, fue un cantante cubano que cultivó distintos géneros musicales cubanos como el bolero, el son cubano y la guaracha. Su estilo estuvo caracterizado por su potente voz y un sentido picaresco de lo popular.

## Biografía
Nació en el barrio de Belén y siendo muy niño todavía su familia se mudó al también popular barrio de Cayo Hueso en Centro Habana. En su juventud fue mecánico automotriz y, además, boxeador.
Miguelito se inició en la música popular integrando un sexteto, donde además de cantar tocaba diferentes instrumentos. Tiempo más tarde se integró como vocalista en el sexteto Jóvenes del Cayo. También participó en charangas y en el 1933 estuvo en el Sexteto Occidente de María Teresa Vera.
Trabajó con la orquesta Hermanos Castro hasta 1936, cuando se fundó la Orquesta Casino de la Playa. Trabajando en ella logró definir su sello fundamental influido por los ritmos afro de la música cubana. En 1939 salió de la Casino de la Playa, y en marzo de 1940 grabó varios temas con la orquesta Havana Riverside.
En abril de 1940 Miguelito Valdés abandonó Cuba con destino a Nueva Jersey, y más tarde se desplazó a Nueva York. Allí se unió a la orquesta de Xavier Cugat, debutando en el Hotel Waldorf Astoria. Debido a diferencias por asuntos de dinero dejó la orquesta de Cugat y en 1941 trabajó con Machito y sus Afro-Cubans. En 1945, en parte a causa de la gran cantidad de trabajo, se quedó prácticamente afónico. No obstante el mal pronóstico médico, Valdés se recuperó de esta dolencia.
En 1947 se encontró a su viejo amigo Chano Pozo en Nueva York y lo incorporó a su banda. Más tarde, Pozo se vincularía a personalidades como Dizzy Gillespie y se convertiría en todo un icono del jazz latino. 
Para 1951 Miguelito grabó con la orquesta de Noro Morales. En ese año también grabó con la Sonora Matancera, conjunto cubano con el cual grabaría posteriormente en 1977. 
Miguelito Valdés, uno de los cantantes hispanos mejor pagados de Nueva York en los años 1950, murió de un infarto mientras cantaba en el Salón Rojo del Hotel Tequendama en Bogotá en la madrugada del 9 de noviembre de 1978.